# Ториле-Риварола (Долина Аосте)
Ториле-Риварола је насеље у Италији у округу Долина Аосте, региону Долина Аосте.
Према процени из 2011. у насељу је живело 128 становника. Насеље се налази на надморској висини од 366 м.